# Abergement-le-Petit
Abergement-le-Petit település Franciaországban, Jura megyében. Lakosainak száma 48 fő (2022. január 1.). Abergement-le-Petit Arbois, Grozon, Vadans és Abergement-le-Grand községekkel határos.

## Népesség
A település népességének változása:
| Lakosok száma | 46   | 32   | 39   | 40   | 36   | 34   | 42   | 46   | 50   | 48   |
|               | 1968 | 1982 | 1990 | 2006 | 2013 | 2015 | 2017 | 2019 | 2020 | 2022 |